# Pieter Coecke van Aelst
Pieter Coecke van Aelst nebo Pieter Coecke van Aelst starší (14. srpna 1502 Aalst – 6. prosince 1550 Brusel) byl vlámský malíř, sochař, architekt, návrhář tapisérií a také tvůrce dřevořezů, zlatnických děl, vitráží a tapisérií. Jeho hlavními náměty byla křesťanská náboženská témata. Pracoval v Antverpách a Bruselu a byl dvorním malířem císaře Svaté říše římské Karla V.
Coecke van Aelst byl polyglot. Překládal z francouzštiny a němčiny starověká římská i moderní italská architektonická pojednání.Tyto publikace hrály klíčovou roli při šíření renesančních myšlenek v severní Evropě. Jeho publikace tak přispěly v severní Evropě k pozvolnému opouštění pozdně gotického stylu, který převládal v tehdy tak moderní „antické“ architektuře.

## Životopis

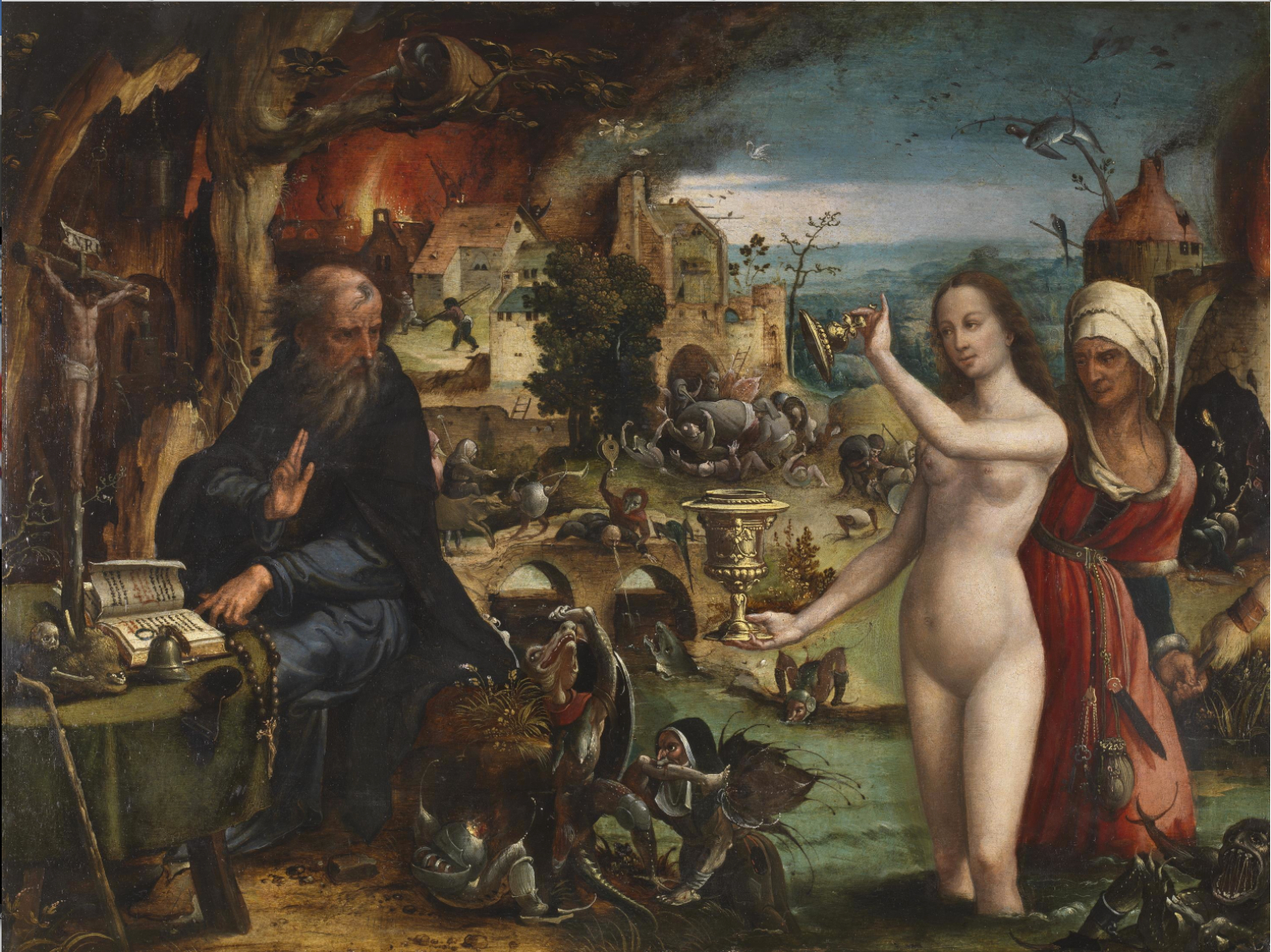
Pokušení svatého Antonína

Pieter Coecke van Aelst byl synem starosty města Aalst v belgické provincii Brabant. Umělecký historik Karel van Mander ve své životopisné publikaci Het schilder-boeck (Malířská kniha), zveřejněné v roce 1604 napsal, že Coecke van Aelst studoval u Bernarda van Orleye, předního renesančního bruselského malíře. Nejsou sice známy žádné doklady, které by potvrzovaly tuto informaci, ale styly obou umělců vykazují silnou podobnost.
Podle Karla van Mandera Pieter Coecke van Aelst studoval v Itálii, kde v Římě kreslil klasické sochy a antickou architekturu. Ani o této cestě neexistuje nepopiratelný důkaz, tvrzení Karla van Mandera o Aelstově pobytu v Itálii potvrzují pouze stylistické důkazy v jeho tvorbě. Manderovo tvrzení podporuje fakt, že kresby Rafaela Santi byly v Bruselu kolem roku 1516 známy, byly zde použity k návrhům tapiserií. Rafaelovo dílo, které Coecke van Aelst jistě znal, je jeho freska Triumf Galatei dokončená kolem roku 1514 v paláci Villa Farnesina v Římě. Pravděpodobně tedy Coecke van Aelst v Itálii skutečně byl.
Pieter Coecke van Aelst se dvakrát oženil. Se svou první manželkou Annou van Dornicke se oženil v roce 1525 krátce po svém příchodu do Antverp. Anna byla dcerou Jana Mertense van Dornicke, jednoho z nejúspěšnějších antverpských malířů. Je možné, že se Pieter učil malovat právě u něho. Jan Mertense van Dorrnicke v roce 1527 zemřel a Coecke van Aelst převzal jeho malířskou dílnu. Z manželství s Annou měl Pieter dvě děti, Michiela a Pietera II., který se stal také malířem. Anna zemřela před rokem 1529. Po její smrti se Coecke van Aelst seznámil s Anthonette van der Sandt (také známou jako Antonia van der Sant). Nikdy se nevzali, ale měli spolu dceru Antonette a syna Pauwela, který se také stal malířem.

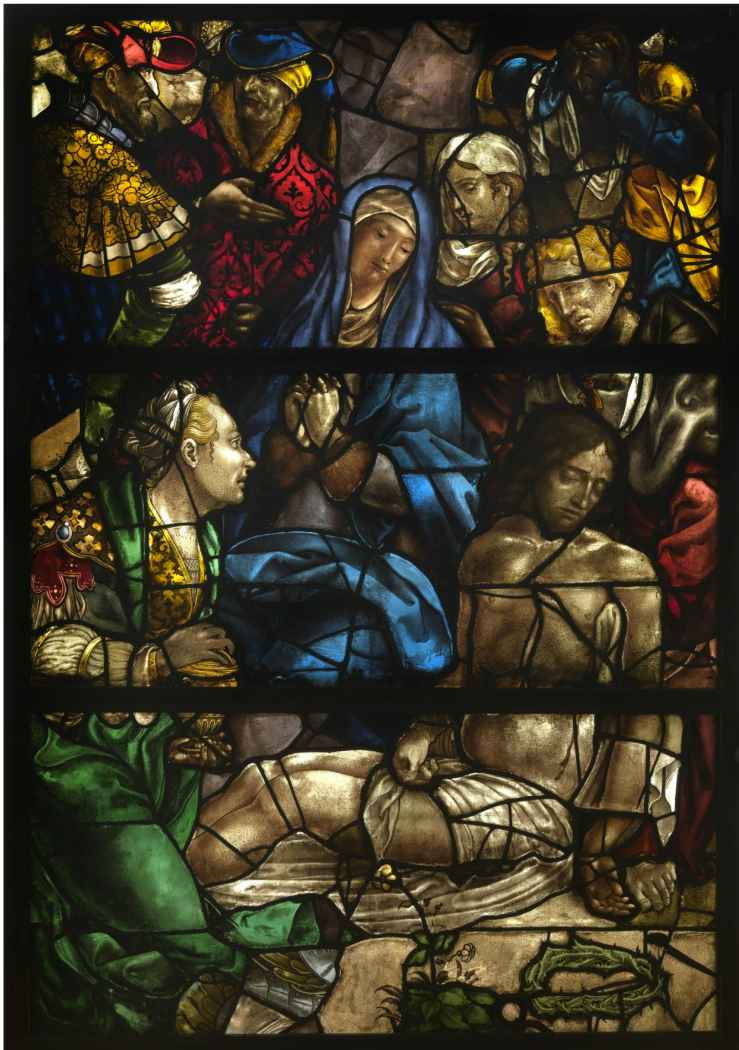
Pieta, vitráž

V roce 1527 se Coecke van Aelst připojil k antverpskému malířskému spolku, k Cechu svatého Lukáše. V roce 1533 odcestoval do Konstantinopole. V Konstantinopoli zůstal rok, pokoušel se získat od tureckého sultána zakázku na návrh gobelínu, ovšem bez úspěchu. Za svého pobytu v Turecku vytvořil mnoho kreseb, kreslil nejen budovy, ale i obyvatele a místní flóru. Z této cesty si odvezl trvalý zájem o přesné zobrazení přírody. Svou nabytou znalost přírody pak úspěšně využil i na svých gobelínech. Kresby, které Coecke van Aelst vytvořil během svého pobytu v Turecku, posmrtně vydala jeho vdova pod názvem Ces moeurs et fachons de faire de Turcz avecq les regions y appertenantes ont este au vif contrefaictez (vyšlo v Antwerpách v roce 1553).
Po svém návratu do Antverp v roce 1534 vytvořil Coecke van Aelst návrh pro velkou sochu zvanou „Druon Antigoon“ nebo „Giant of Antwerp“. (Druon Antigoon je mytická vlámská postava). Jeho hlava vytvořená z papírmaše je nyní v Museu aan de Stroom v Antverpách. Socha se dočkala slávy v roce 1549 při příležitosti Joyeuse Entrée, slavnostního vjezdu prince Filipa, budoucího španělského krále Filipa II., do Antverp. Zpodobnění obra Antigoona se pravidelně objevovalo při veřejných průvodech či oslavách v Antverpách až do 20. století.
V roce 1537 byl Coecke van Aelst zvolen děkanem antverpského Cechu svatého Lukáše. Měl také příjem od města Antverpy, dostával velké zakázky na návrhy vitráží, včetně vitráží v katedrále v Antverpách.

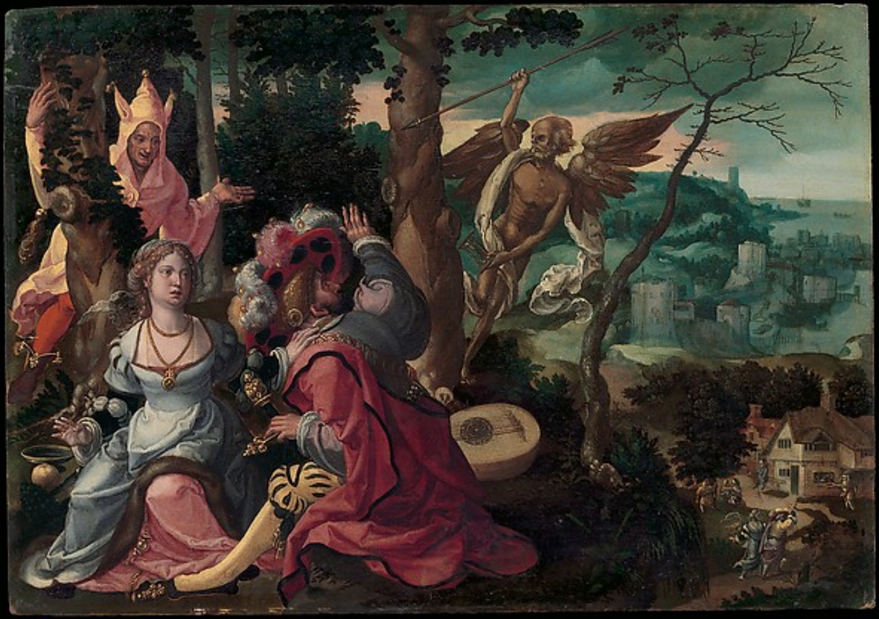
Milenci překvapení bláznem a smrtí

V letech 1538–1539 se Coecke van Aelst podruhé oženil. Jeho druhá manželka Mayken Verhulst pocházela z Mechelenu a byla malířka miniatur. Měli spolu tři děti, dcery Katelijne a Mariu a syna Pauwela (i když Pieter měl už syna tohoto jména). Malíř Pieter Brueghel starší se oženil s Aelstovou dcerou Marií nazývanou „Mayken“. Karel van Mander tvrdil, že druhá manželka Coecke van Aelsta byla první učitelkou svých vnoučat, Pietera Brueghela mladšího a Jana Brueghela staršího. Sňatkem s Mayken Verhulst se Pieter Coecke stal švagrem významného tiskaře a vydavatele Huberta Goltzia, který se oženil se sestrou Mayken Elisabeth.
Existují spekulace, že Coecke si otevřel v Bruselu druhou dílnu, ale pro takové tvrzení nejsou žádné důkazy. Byl také jmenován dvorním malířem císaře Svaté říše římské Karla V. jen několik měsíců před svou smrtí. V roce 1550 žil Coecke v Bruselu, kde v prosinci toho roku zemřel. Protože jeho dvě nejmladší děti zemřely současně s ním, je možné, že všichni tři členové rodiny byli oběťmi nějaké epidemie.
Mezi jeho studenty patřili přední malíři jako Gillis van Coninxloo, Willem Key, Hans Vredeman de Vries, Michiel Coxcie a možná i Pieter Brueghel starší.

## Dílo

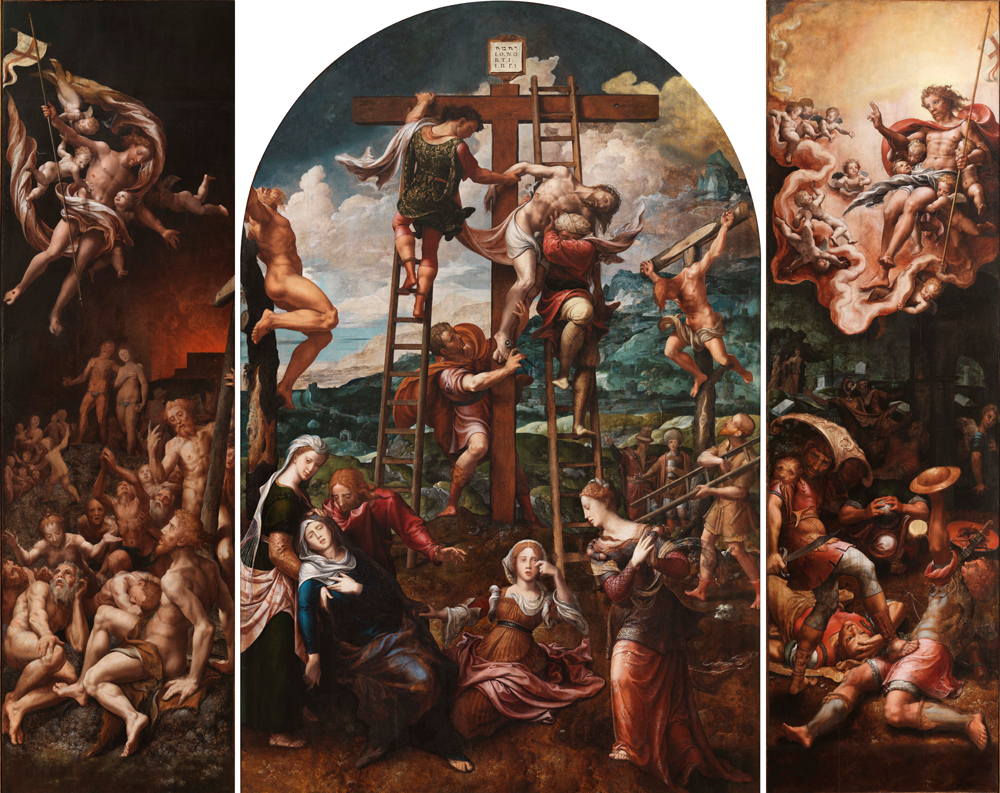
Snímání z kříže

Pieter Coecke van Aelst byl všestranný umělec a mistr designu. Věnoval se celé řadě uměleckých oborů, maloval deskové obrazy, byl sochařem, vytvářel návrhy tisků, tapisérií, vitráží a zlatnických prací. Nezachoval se bohužel žádný jím podepsaný obraz a dochovalo se jen málo spolehlivě zdokumentovaných jeho obrazů.
Jedinými signovanými pracemi Pietera Coecke van Aelst jsou jeho kresby. Přibližně čtyřicet kreseb je považováno za jeho práci, kromě kreseb či jejich fragmentů, na nichž pravděpodobně spolupracoval se svými asistenty. Většina jeho kreseb jsou návrhy tapisérií.
Ve svých dílech se Coecke snažil napodobovat současné italské umělce. Koncem dvacátých let 16. století se na jeho práci ukazuje italský vliv. Je to patrné na jeho postavách, které získávají na monumentalitě, a jeho kompozice se stávají dramatičtější. Obdivoval styl Rafaela Santi a dalších italských malířů. Už v době kdy žil v Antverpách Coecke velmi pravděpodobně jejich práce znal. Když však kolem roku 1533 odcestoval do Konstantinopole, pravděpodobně navštívil Mantovu, kde tehdy působil Rafaelův hlavní žák Giulio Romano. Romano vlastnil velkou sbírku Rafaelových kreseb a Coecke se s nimi při svém pobytu v Mantově jistě seznámil. Po svém návratu do Flander se Coeckeho styl dramaticky změnil a přiblížil se k italským modelům, které studoval.
Coecke provozoval velkou dílnu, která byla efektivně organizována. Pracoval jako podnikatel, který předává svým asistentům originální návrhy a na jejich základě pak asistenti pod jeho dohledem vytvářejí konečné dílo. Styl, který Pieter van Coelch vytvořil, byl široce napodobován.

## Vybrané práce

### Poslední večeře

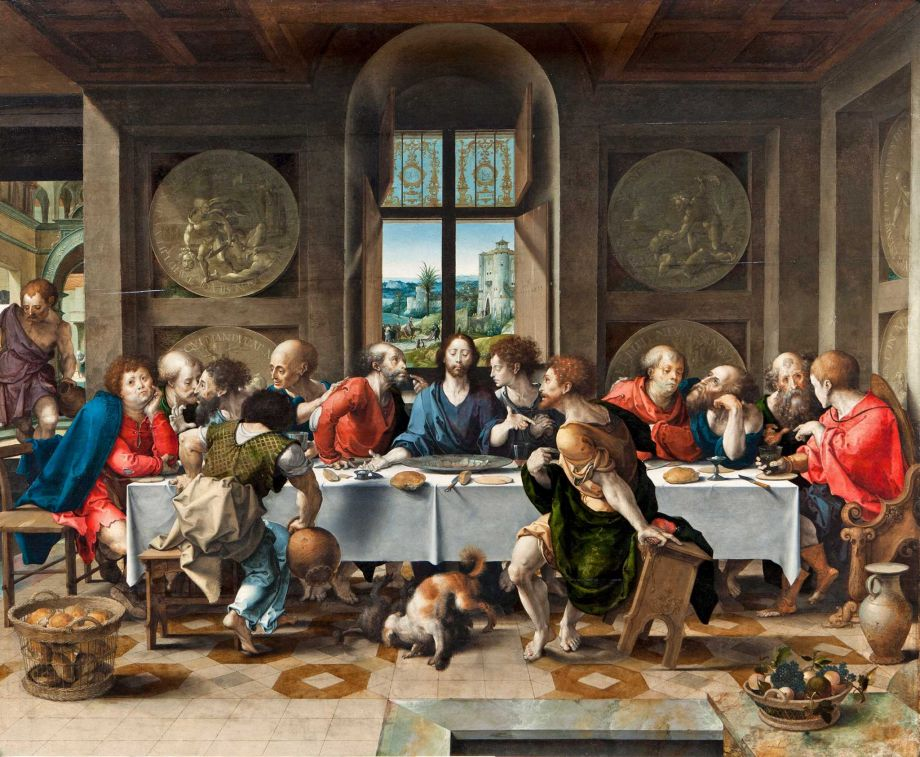
Poslední večeře

Van Aelstova kompozice obrazu Poslední večeře se stala v 16. století velmi oblíbenou. Bylo namalováno mnoho jeho verzí. Verze z roku 1527 je ve sbírce vévody a vévodkyně z Rutlandu, na hradě Belvoir Castle v Anglii. Tato verze je považována za kopii původního obrazu, podle které byly vytvořeny všechny ostatní. Kompozice byla zpopularizována, když obraz vydal tiskem Hendrik Goltzius.
Van Aelstův obraz byl volně inspirován obrazem Poslední večeře Leonarda da Vinci (1498, klášter Santa Maria delle Grazie v Miláně) a rytinou italského rytce Marcantonia Raimondiho vytvořené na základě ztracené kresby Rafaela Santi. Gesta apoštolů jsou odvozena z Dürerova tisku Poslední večeře z roku 1523. Existuje asi 45 verzí této kompozice, které vytvořili asistenti jeho dílny. Velké množství verzí je datováno a z těchto je šest nebo sedm datováno 1528. Van Aelst pravděpodobně vytvořil originální kresbu pro Poslední večeři, která byla následně zkopírována na plátno. Kopie byly vytvořeny ve dvou formátech: 50 x 60 cm a 60 x 80 cm. Větší verze byla populárnější než ta menší.
Malé biblické scény v pozadí kompozice umisťují děj obrazu do teologického kontextu. Za oknem divák vidí scénu zachycující Ježíše Krista v Jeruzalémě, podle křesťanské literatury to byla hlavní událost předcházející Kristově zatčení a následném odsouzení. Scény Pád člověka a Vyhoštění z ráje lze rozeznat na horní výzdobě oken. Medaile na zdi zobrazují biblické příběhy Zavraždění Kaina a David a Goliáš. Scéna představující Zavraždění Kaina je založena na tisku významného vlámského umělce Jana Gossaerta. Celá ikonografie zdůrazňuje křesťanské zatížení původním hříchem a vírou, že spasení lidstva závisí pouze na Kristově oběti. Původní verze z roku 1527 v některých detailech ukazuje úzkou vazbu na hnutí protestantské reformace. V ostatních verzích není tato vazba tak výrazná.

### Svatý Jerome ve své studovně

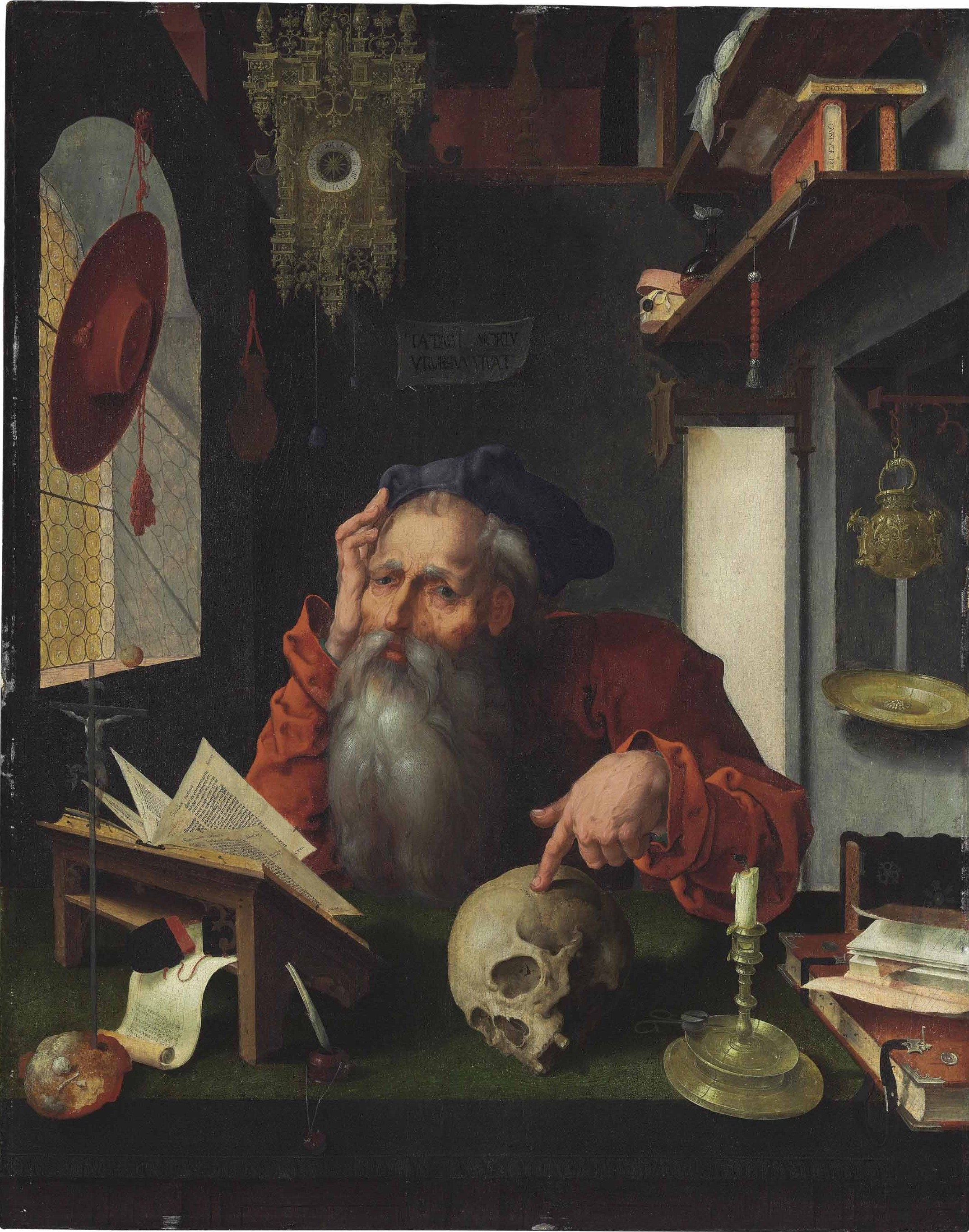
Svatý Jerome ve své studovně

Coecke van Aelst ve své dílně vytvořil několik verzí tohoto obrazu. Křesťané ctí Svatého Jeronýma za jeho překlad Bible do latiny, který vytvořil při pobytu v klášteře v Palestině. Jedním z hlavních vlivů na vlámskou ikonografii Svatého Jeronýma byl obraz Svatý Jeroným malíře Albrechta Dürera dokončený v březnu 1521. Ve verzi z Walters Art Museum navrhl Coecke van Aelst orientální prostředí, zdůrazněné pohledem do okna za kterým je vidět krajina s velbloudy. Nápis na zdi „Cogita Mori“ (Přemýšlejte o smrti) je připomínkou pomíjivosti, motiv vanitas je opakován zobrazením lebky. Další připomínkou motivů plynutí času a bezprostřednosti smrti je obraz Poslední soud, je vidět na listu v otevřené Bibli, svíčka a přesýpací hodiny.
Jiná verze tohoto námětu byla prodána u Christie's (28. ledna 2015, New York, položka 104). Tato verze vrací ikonografické prvky, zdůrazňující křesťanské přesvědčení, pokud jde o pomíjivost lidského života a význam Kristovy oběti, pro kterou lidé najdou spasení v okamžiku tak zvaného „posledního soudu“. Inspirace obrazem Albrechta Dürera Svatý Jerome z roku 1521 je nepřehlédnutelná.

### Návrhy tapisérií
Pieter Coecke van Aelst byl znám jako mistrovský návrhář gobelínů. Podle jeho návrhů vznikaly tapiserie v bruselských dílnách. Kresba byla obvykle provedena pouze jako malý černobílý výkres. Jeho návrh pro gobelín Umučení Svatého Petra v bruselské radnici je v grisaille s nádechem zelené a červené, zatímco další barvy jako zlatá nebo modrá, jsou pouze označena textem.

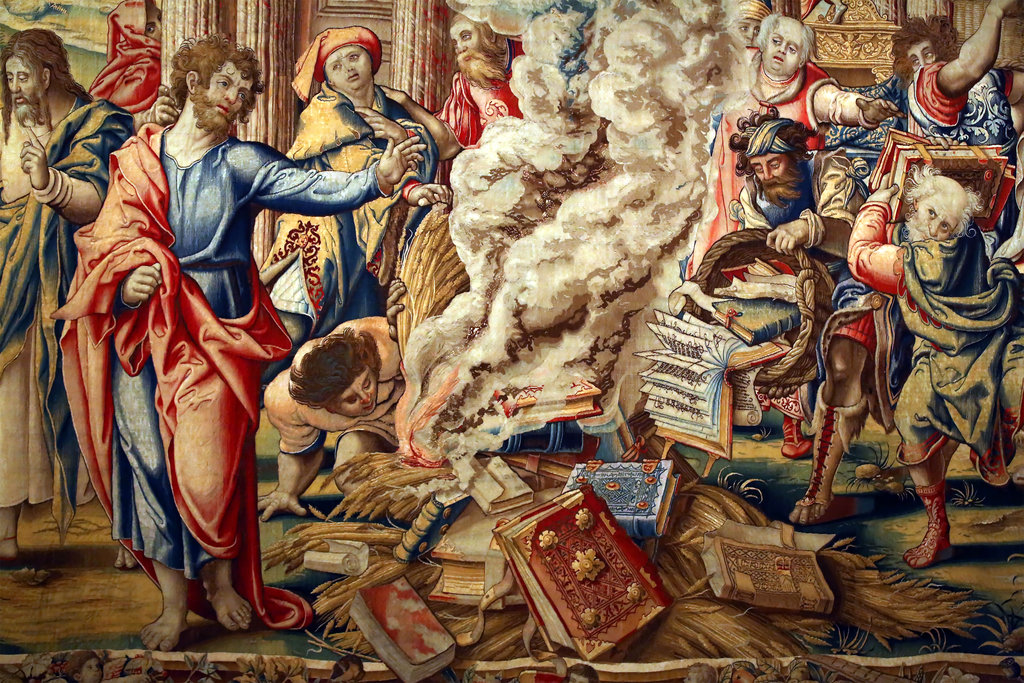
Příběh sv. Pavla: Pálení knih v Efezu (detail)

Objednavateli gobelínů byli například císař Karel V., francouzský král František I., anglický král Jindřich VIII. či florentský panovník Cosimo de 'Medici. Jeho věhlas gobelínového designéra stoupl po navržení a provedení sérií příběhů Příběh Svatého Pavla, Sedm smrtelných hříchů, Příběh Abrahama, Vertumnus a Pomona, Příběh Jozuy, Příběh Stvoření, Poesia, Dobytí Tunisu a Julius Caesar.
Mezi roky 1545 a 1550 navrhl Coecke tapiserie, ve kterých je scéna doplněna architekturou či se děj odehrává ve volné krajině. Je to patrné v kompozici Dobytí Tunisu, Poesia či v Příběhu Stvoření. Marie Habsburská, která od roku 1530 byla generální guvernér Nizozemska, požádala Coeckeho, aby pomohl Janu Cornelisz Vermeyenovi při navrhování gobelínu Dobytí Tunisu. Tapisérie byla navržena kolem roku 1546 a líčí Karla V., úspěšně vyhánějící Turky z Tunisu. Tapiserie byla navržena asi 11 let po těchto událostech. Coecke a Vermeyen na návrhu pracovali společně. Vermeyen údajně Karla V. na této výpravě doprovázel a vytvořil náčrty lidí, událostí a krajiny. Habsburská dynastie pro propagandistické účely tuto tapisérii často využívala. Byla vystavována při všech dvorních slavnostech, při státních událostech a náboženských obřadech a měla slavnostní místo nejen v hlavních přijímacích místnostech bruselského paláce ale později i v madridském paláci Alcázar.

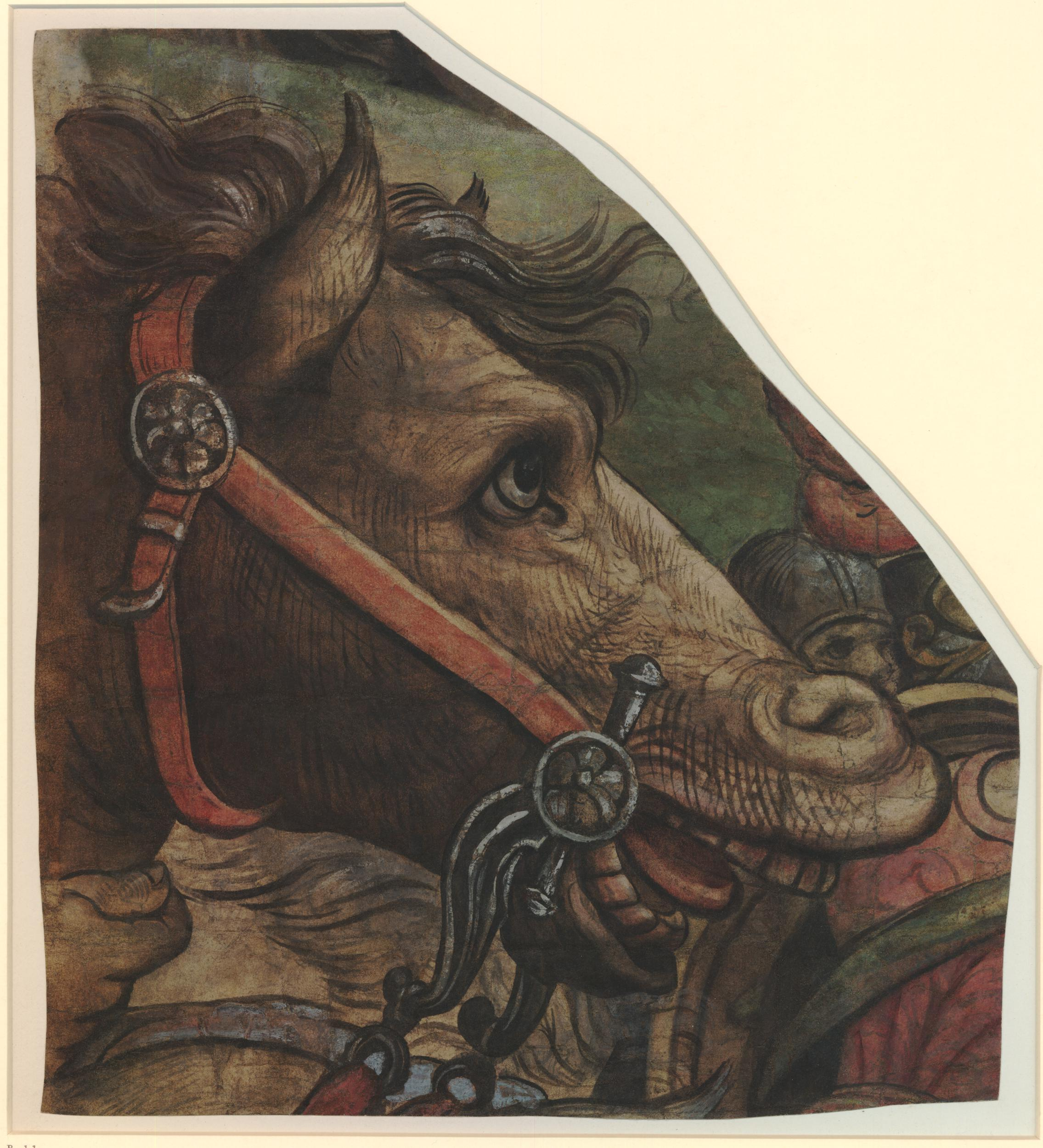
Hlava koně, fragment designu tapisérie

Série tapiserií Poesia byla inspirována příběhy z Ovidiova díla Proměny. Série byla navržena kolem let 1547–1548, tkaná byla vždy pouze jedna sada tapisérií. Španělský král Filip II. získal soubor v roce 1556. Příběh stvoření byl navržen kolem roku 1548 a získal ho velkovévoda Cosimo I de 'Medici a jeho manželka Eleanor z Toleda.

### Grafika
Studio Coecke van Aelst bylo známé svými grafickými pracemi a publikacemi. Coecke van Aelst vytvořil během své návštěvy v Turecku kresby místních památek a scén. Kresby vydala posmrtně v roce 1553 jeho vdova Mayken Verhulst pod názvem Ces moeurs et fachons de faire de Turcz avecq les region y appertenantes ont este au vif contrefaictez (Antwerpy, 1553).
Byl také vydavatelem a designérem řady tiskovin nazvaných De seer wonderlijke… Triumphelijke Incompst van… Prince Philips, připomínající Joyeuse Entrée, příjezd prince Filipa (budoucího Filipa II.) do Antverp v roce 1549. Coecke sám navrhl některé z triumfálních oblouků a scén, které byly později často kopírovány. Je pravděpodobné, že tyto tisky španělský dvůr velmi oceňoval a možná právě to vedlo k jeho pozdějšímu jmenování dvorním malířem Karla V.

### Architektura

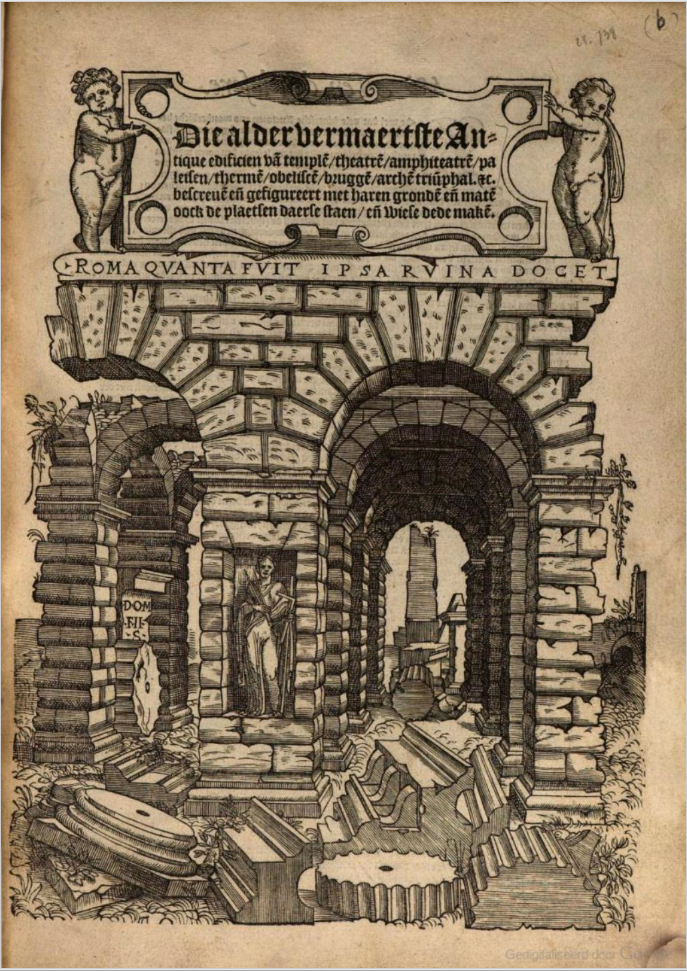
Titulní list překladu Serliova díla

Pieter Coecke van Aelst byl nadaný lingvista a je známý svým překladem knihy Marcuse Vitruviuse Pollia De architectura do vlámštiny pod názvem Die inventie der colommen met haren coronementen ende maten. Wt Vitruuio ende andere diuersche auctoren optcorste vergadert, voor scilders, beeltsniders, steenhouders, &c. En allen die ghenuechte hebben in edificien der antiquen. Překlad byl publikován poprvé v roce 1539. Po jeho smrti vdova Mayken Verhulst vydala pět knih o architektuře Sebastiana Serlia Architettura ve vlámském, francouzském a německém jazyce (do němčiny přeložil jiný překladatel). Prvním publikovaným překladem byla čtvrtá kniha Architettury, která byla vydána pod titulem Generale Reglen der architecturen op de vyve manieren van edificie v roce 1539.
Překlad díla Mascuse Vitruviuse vydaný van Aelstem byl humanistou Dominicusem Lampsoniusem vítán jako jediná kniha ve vlámštině, která psala o stavebních stylech jiných zemí. V souladu s italskými překlady Vitruvia publikovanými dříve v 16. století, Coeckeho překlad obsahoval dřevořezné ilustrace k textu a použil ke znázornění architektury tři typy zobrazení: plánem, výškou a pohledem. To byl jasný přelom oproti několika málo pojednáními o architektuře publikovanými dříve v Nizozemsku, které obecně neposkytovaly žádný obrazový doprovod k textu.

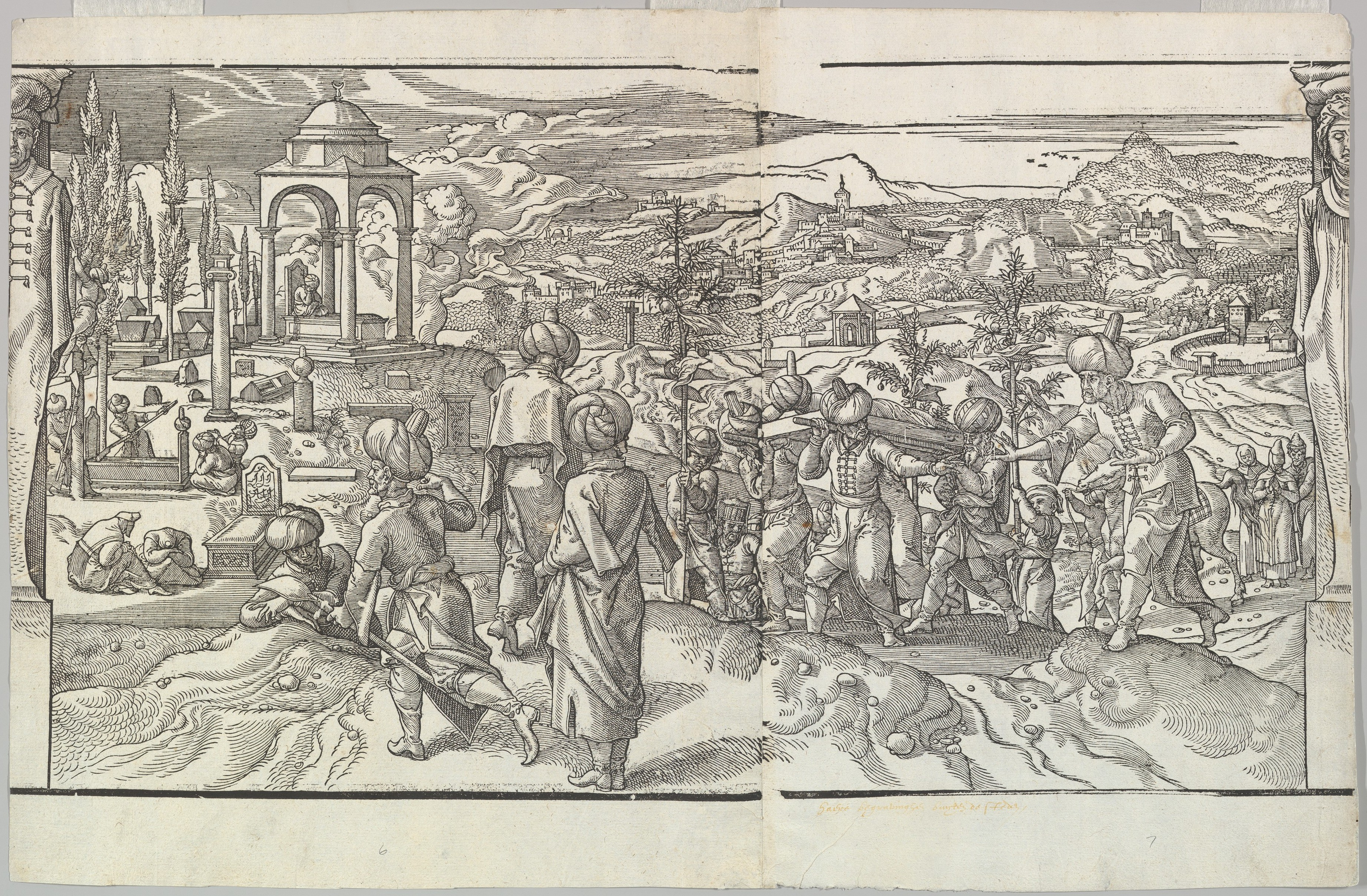
Turecký pohřeb

Van Aelst tak poskytl Nizozemsku relativně cenově dostupný překlad jednoho z prvních ilustrovaných architektonických pojednání v Evropě. Původní italské vydání se objevilo v Benátkách teprve o dva roky dříve. Vlámské vydání překladu knihy Sebastiana Serlio zase posloužila jako základ pro první překlad Serlia do angličtiny.  Překlady Serliových děl byly ve skutečnosti pirátskými vydáními, protože ten nikdy nedal souhlas s vydáním v jiném jazyce a nesvolil s publikováním. Ve vlámském překladu čtvrtého dílu (také Book IV.) byl Serlio uveden pouze v oznámení pro čtenáře a v tiráži. První překlad do francouzštiny datovaný rokem 1542 už byl Serlio zmíněn pouze v tiráži. V prvním německém překladu z roku 1543 Coecke zmínil Jacoba Rechlingera z Augsburgu jako překladatele, ale mlčel o Serliově autorství. Serlio byl zjevně nespokojen s těmito neoprávněnými překlady a opakovaně hrozil, že bude Coeckeho žalovat, ten však byl před stíháním v bezpečí, neboť žil v oblasti ovládané Španělskem, zatímco Serlio žil ve Francii, která byla v té době nepřítelem Španělska.

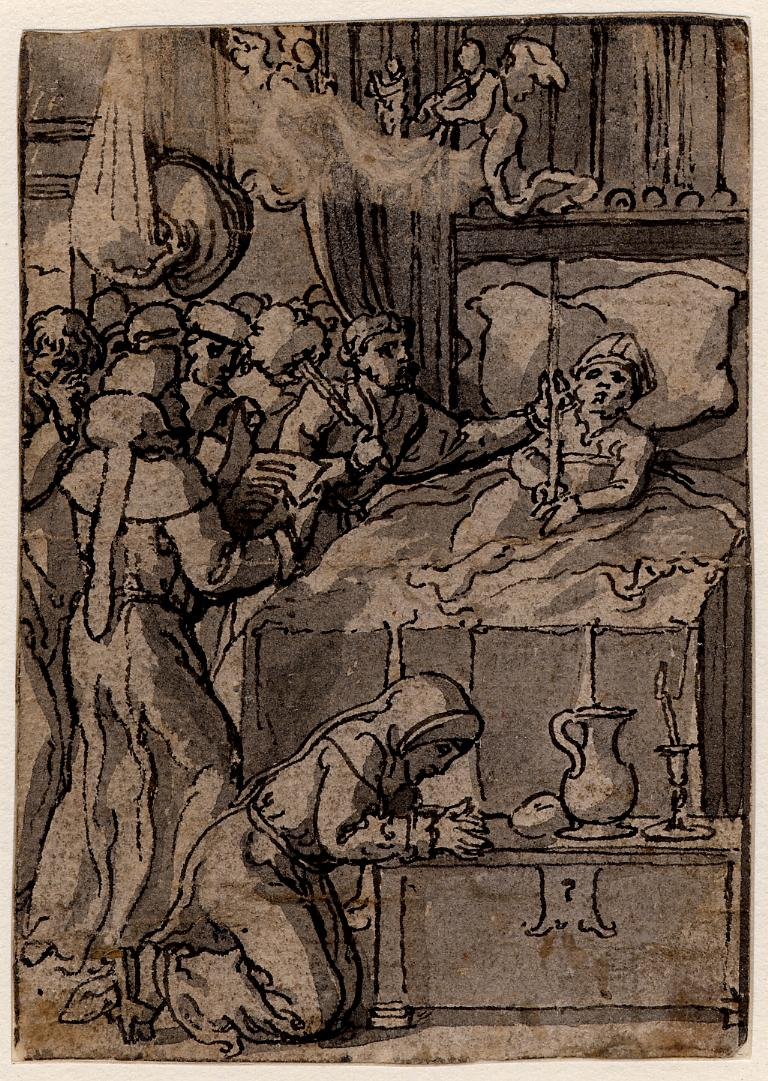
Umírající biskup obklopený mnichy

Překlady publikací o římské a italské architektuře hrály klíčovou roli při šíření renesančních idejí do Nizozemska a urychlovaly přechod od pozdně gotického stylu převládajícího v této oblasti k moderní „starožitně orientované“ architektuře v severní Evropě. Překlady dále pomáhaly stanovit teoretické rozlišení mezi úkony plánování a provádění stavby. To vedlo k vývoji architektury jako nové nezávislé disciplíny odlišné od řemesla kameníka. V Nizozemsku tak získal vztah mezi architekturou a perspektivou také teoretickou oporu v překladech Coecke van Aelsta. Jeho překlady architektonických publikací měly významný dopad na architekta a grafika Hanse Vredemana de Vriese, o kterém se říká, že jeho návrhy neúnavně kopíroval.
V zájmu „lokalizace“ provedl Coecke van Aelst významné změny v původních Serliových designech.

### Vybraná díla Pietera Coeck van Aelsta
- Kristus a jeho učedníci na cestě do Emauz, olej na dřevě, 68 x 87 cm, soukromá sbírka[29]
- Triptych Snímání z kříže s Nikodémem a Maří Magdalénou na křídlech, kolem roku 1535, olej na dřevě, 119 x 170 cm, Amstelkring Museum, Amsterdam[30]
- Klanění pastýřů, olej na dřevě, Museo del Prado, Madrid[31]
- Ukřižování, tapiserie, Pinacoteca Comunale, Forlì[32]
- Triptych s Klaněním Tří králů, 30. léta 16. století, olej na dřevě, 105 x 68 cm (střední část), 105 x 28 cm (dvě krajní křídla), soukromá sbírka[33]
- Triptych s Klaněním pastýřů, olej na dřevě, 89 x 57 cm (střední část), 89 x 25 cm (dvě krajní křídla), soukromá sbírka[34]
- Triptych: Snímání z kříže, 1540–1550, olej na dřevě, 262 x 172 cm (střední část), 274 x 84 cm (dvě krajní křídla), Museu Nacional de Arte Antiga, Lisabon [35]
- Triptych se svatými Jakubem Menším a Filipem, Museu de Arte Sacra, Funchal
- Poslední večeře Páně, olej na plátně, 112 x 164 cm, Arcibiskupský palác, Arcidiecézní muzeum Kroměříž, obrazová galerie[36][37]